# James Monroe
James Monroe (Monroe Hall, 28 aprile 1758 – New York, 4 luglio 1831) è stato un politico e militare statunitense.
È stato presidente degli Stati Uniti dal 1817 al 1825.
A lui viene accreditato lo sviluppo della Dottrina Monroe, che incentrava la sua ideologia nella frase "L'America agli Americani". Questa dottrina verrà ripresa poi da Theodore Roosevelt per quanto riguarda il famoso Corollario Roosevelt. Sempre da lui prende il nome Monrovia, capitale della Liberia, fondata nel 1822 durante la sua presidenza.

## Biografia

### Origini e formazione
James Monroe nacque il 28 aprile 1758 a Monroe Hall, nella contea di Westmoreland, in Virginia, da una famiglia di proprietari terrieri. I suoi genitori, Spence Monroe (1727-1774) e Elizabeth Jones (1729-1762) erano agricoltori benestanti, mentre suo zio, Joseph Jones, fu un insigne statista e partecipò come delegato della Virginia al Congresso Continentale del 1777. Nel 1775, all'età di 17 anni, venne iniziato alla massoneria nella Loggia "Williamsburg Lodge N.6", a Williamsburg, Virginia.
Da giovane Monroe frequentò la Campbelltown Academy, e in seguito il College of William and Mary di Williamsburg. Quando, nel 1776 giunsero i primi venti della Rivoluzione americana, Monroe, con alcuni maestri e compagni di corso abbandonò gli studi e si arruolò nel nascente Esercito continentale, partecipando alle battaglie di Trenton (dove fu ferito) e di Monmouth, distinguendosi per valore e raggiungendo alla fine del conflitto il grado di tenente colonnello. Nel 1780 l'allora governatore della Virginia, Thomas Jefferson, lo prese sotto la sua ala protettiva, guidandolo nello studio di legge e giurisprudenza e esercitando su di lui un'enorme influenza politica, consolidata dall'amicizia personale.

### La carriera politica
Nel 1782 James Monroe fu eletto deputato del Parlamento del suo Stato, dove prese parte a dibattiti di natura economica e amministrativa, mentre l'anno successivo divenne deputato del Congresso continentale, restando in carica fino al 1786. Successivamente, si rifiutò di partecipare alla Convenzione di Filadelfia, svoltasi tra il 25 maggio e il 7 settembre 1787, convocata per ridiscutere gli Articoli della Confederazione, ritenuti da molti troppo deboli e inadatti all'assetto del nuovo Stato americano, e redigere una nuova Costituzione. Infatti il testo della nuova carta costituzionale appariva agli occhi di Monroe troppo centralista e lesiva dell'autorità dei singoli Stati che formavano la Federazione. Tuttavia, quando nel 1788 anche la Virginia la ratificò, il politico americano (che aveva votato contro) il 6 dicembre 1790 venne eletto nel nuovo Senato federale, dove rimase fino al maggio del 1794, distinguendosi per la sua vivace opposizione alle teorie federaliste propugnate da Alexander Hamilton, segretario al Tesoro dell'amministrazione di George Washington (che tacitamente appoggiava la sua visione di Stato federale accentrato), sostenendo invece Thomas Jefferson, fautore del diritto di autonomia dei singoli Stati.
Anche per allontanarlo dall'agone politico americano, il governo statunitense nominò nel maggio del 1794 Monroe come ambasciatore a Parigi, in un momento di tensione tra la neonata nazione nordamericana e la Francia rivoluzionaria. Giunto nella capitale francese il 15 agosto 1794, subito dopo la caduta di Robespierre, il nuovo ambasciatore americano lesse alla Convenzione Nazionale un messaggio di viva simpatia del popolo americano verso quello francese, tanto che il governo dovette calmare il suo eccesso di zelo per la Francia repubblicana al fine di non compromettere la stipula di un accordo commerciale in corso con Londra, condotto all'oscuro dello stesso Monroe.
Richiamato in patria verso la fine del 1796, il diplomatico statunitense fu l'oggetto di vivaci attacchi da parte dei suoi avversari politici, che si placarono solo il 19 dicembre 1799, con la sua nomina a governatore della Virginia. Scaduto il suo mandato il 1º dicembre 1803, Monroe fu inviato da Thomas Jefferson, divenuto terzo presidente degli Stati Uniti d'America, a Parigi come inviato straordinario per assistere nei negoziati per l'acquisto della Louisiana e contrattare il prezzo per la cessione del territorio. L'ammontare fu stabilito in 15 milioni di dollari, equivalenti a circa 233 milioni di dollari del 2011, e il seguente trattato venne firmato il 30 aprile di quell'anno. Meno fortunate furono le trattative di Monroe con la Spagna e l'Inghilterra: con la prima non riuscì a concordare la cessione della Florida, mentre il governo britannico, che attuava una politica di pressione verso gli americani, obbligando i mercantili statunitensi a perquisizioni per arruolare a forza marinai di origine inglese nella Royal Navy, offrì alla fine del 1806 la bozza di un accordo che però Jefferson, senza consultare il Senato federale, rifiutò di accettare, perché non era stata ben regolata la posizione dei marinai reclutati forzatamente e non erano stati assegnati indennizzi agli americani danneggiati. Fu così che le relazioni diplomatiche tra i due Paesi peggiorarono di anno in anno.
Rientrato negli Stati Uniti, Monroe presentò una dettagliata relazione del suo operato al segretario di Stato James Madison; il suo insuccesso diplomatico però offuscò la sua immagine nella pubblica opinione e così fu lo stesso Madison, nel 1809, a divenire presidente. Dopo aver ricoperto brevemente di nuovo la carica di governatore del suo Stato, nel 1811 il presidente nominò Monroe Segretario di Stato, affidando nelle sue mani la direzione della politica estera americana dell'epoca, che portò alla rovinosa guerra del 1812 contro gli inglesi, durante la quale assunse anche il dicastero della Guerra, reggendolo energicamente, dando ulteriore impulso alle operazioni militari e galvanizzando l'opinione pubblica sulla continuazione del conflitto.

### L'elezione a presidente
Dopo le conseguenze del conflitto, terminato nel 1815 con il Trattato di Gand, James Monroe venne scelto come candidato alla presidenza del Partito Democratico-Repubblicano, in opposizione al federalista Rufus King, che riuscì a battere nelle elezioni presidenziali del novembre del 1816. Si insediò come nuovo presidente il 4 marzo 1817.
La presidenza di Monroe, ultimo veterano della guerra d'indipendenza americana a ricoprire la carica, venne successivamente chiamata l'Era dei buoni sentimenti, prevalentemente a causa della quasi assoluta mancanza di contrapposizione politica. Il Partito Federalista era scomparso, e la spaccatura tra Partito Democratico e Whig non era ancora avvenuta. Praticamente ogni politico apparteneva al Partito Democratico-Repubblicano.
Nel 1818 il nuovo presidente stabilì un accordo diplomatico con Londra, in base al quale entrambe le Nazioni si impegnarono a riconoscere nel 49º parallelo la linea di confine tra Canada e Stati Uniti, accordandosi anche per l'amministrazione congiunta del territorio nordoccidentale dell'Oregon. Nello stesso periodo Monroe incaricò il generale Andrew Jackson di iniziare la guerra contro la tribù indiana dei Seminole, stanziata in Florida, nel corso della quale le truppe statunitensi occuparono parte della regione, allora sotto controllo spagnolo, prendendo anche un forte spagnolo dove i ribelli Seminole e molti schiavi neri fuggiaschi avevano trovato rifugio, rischiando anche un incidente diplomatico con la corte di Madrid. Ciò fu in seguito causa di polemiche per i poteri conferiti a Jackson dal presidente. La questione tuttavia venne risolta con il trattato di Washington (detto Trattato Adams-Onís) del 2 febbraio 1819, in base al quale la Spagna cedeva la Florida al governo statunitense in cambio della rinuncia di questo su qualsiasi rivendicazione sul Texas, allora parte del Messico spagnolo.
Oltre a questo, Monroe il 3 dicembre 1818 aveva annesso all'Unione il nuovo Stato dell'Illinois, mentre il 14 dicembre 1819 anche l'Alabama entrò a far parte degli Stati Uniti.
Un avvenimento importante della sua amministrazione fu il cosiddetto Compromesso del Missouri del 1820, originato dalla richiesta del territorio del Missouri, dove si praticava la schiavitù, di entrare nell'Unione, proposta osteggiata dagli abolizionisti e dagli Stati del Nord, in maggioranza non-schiavisti. La questione fu momentaneamente risolta con questo accordo, propugnato da Henry Clay, esponente dell'Ovest, secondo il quale il Missouri schiavista sarebbe stato annesso all'Unione, mentre la schiavitù sarebbe stata proibita nei territori a nord del 30°36' parallelo. Allo stesso tempo si annetteva, il 15 marzo di quell'anno, lo Stato libero del Maine, distaccato dal Massachusetts, per poter bilanciare il peso elettorale tra stati schiavisti e stati liberi nel Senato federale (il Missouri divenne Stato il 15 agosto 1821).
Fu grazie a questi successi che Monroe fu rieletto presidente nel novembre del 1820: il suo secondo mandato coincise con una rinnovata politica estera, grazie al riconoscimento delle Repubbliche indipendenti sudamericane nel 1822 e all'enunciazione della cosiddetta Dottrina Monroe (in gran parte redatta dal suo Segretario di Stato John Quincy Adams).
Questa dottrina fu presentata nel suo messaggio al Congresso del 2 dicembre 1823: in essa Monroe proclamò che le Americhe dovevano essere libere da future colonizzazioni europee, così come dovevano essere e libere dall'interferenza europea negli affari delle nazioni sovrane. Dichiarò inoltre l'intenzione statunitense di rimanere neutrale nelle guerre europee e nelle guerre tra le potenze europee e le loro colonie, ma di considerare ogni nuova colonia o interferenza con nazioni indipendenti nelle Americhe come un atto ostile nei confronti degli Stati Uniti. Questa enunciazione di politica internazionale rimase il cardine della politica estera statunitense fino alla prima guerra mondiale.

### Gli ultimi anni e morte

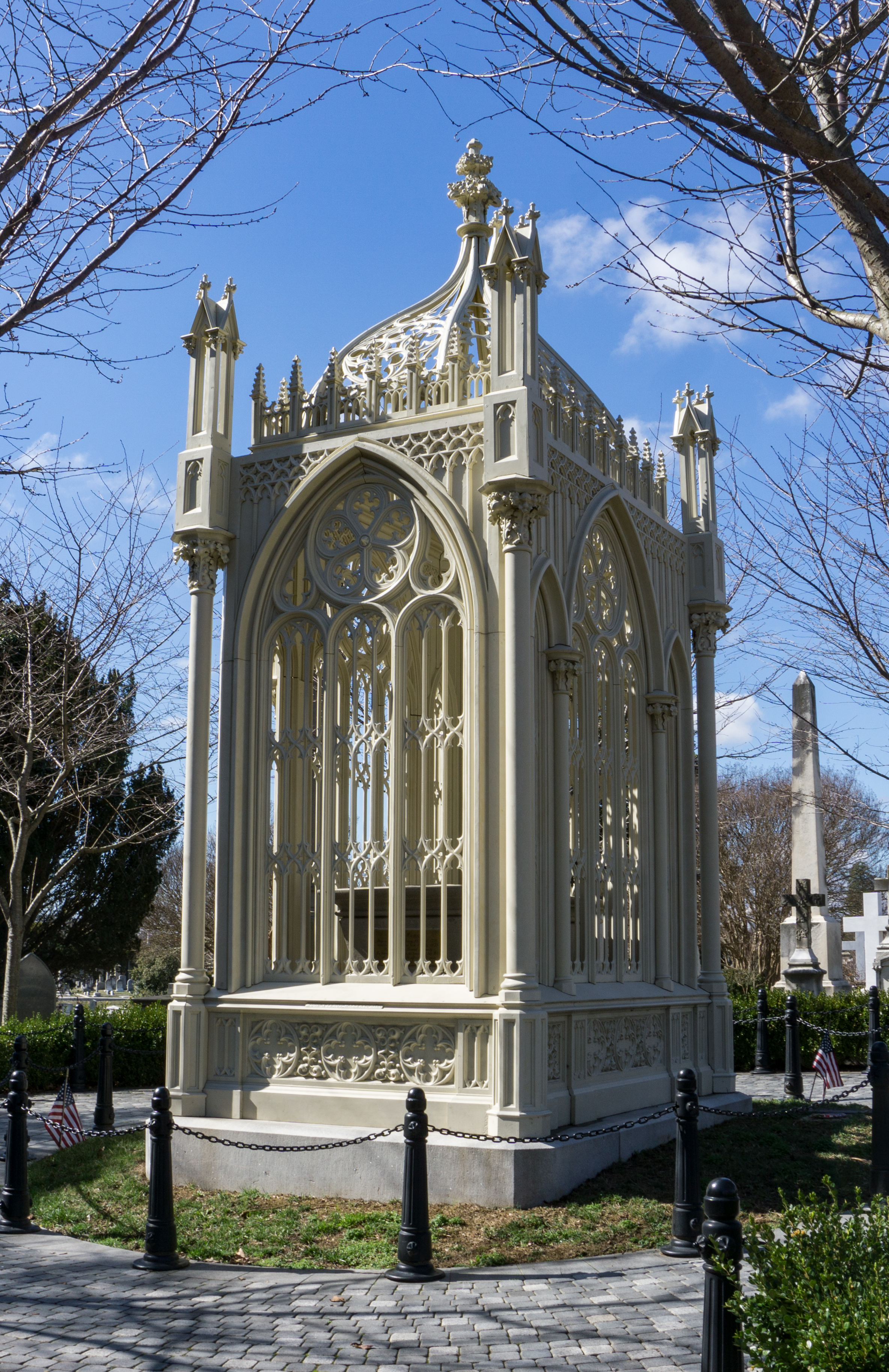
Tomba di James Monroe all'Hollywood Cemetery

Scaduto il suo mandato il 4 marzo 1825, Monroe si ritirò a vita privata con la ben meritata fama di abile amministratore. Negli ultimi anni di vita accettò il posto di rettore dell'Università della Virginia, fondata da Jefferson, con il quale ebbe ancora occasione di collaborare, affiancato da Madison. Il suo ultimo incarico politico fu quello di membro della Convenzione costituzionale della Virginia. Dopo aver scritto alcune opere filosofiche sulla natura dei singoli governi ed istituzioni, James Monroe morì a New York il 4 luglio 1831, a 73 anni.
È stato uno dei tre presidenti degli Stati Uniti che morirono il 4 luglio (giorno della Dichiarazione d'indipendenza). Gli altri due sono stati John Adams (2º presidente) e Thomas Jefferson (3º presidente), entrambi morti il 4 luglio 1826.
Le sue spoglie vennero inumate presso l'Hollywood Cemetery di Richmond, Virginia.

## Matrimonio e discendenza
James Monroe sposò Elizabeth Kortright (1768–1830), figlia di Laurence Kortright e di Hannah Aspinwall Kortright, il 16 febbraio 1786 a New York City. I Monroe ebbero tre figli: 
- Eliza Monroe (1786–1835) che sostituiva la madre ammalata come ospite ufficiale della Casa Bianca nelle occasioni ufficiali del padre presidente – sposò George Hay nel 1808.
- James Spence Monroe (1799–1801)
- Maria Hester Monroe (1803–1850) – sposò il cugino Samuel L. Gouverneur l'8 marzo 1820: il suo fu il primo matrimonio di un figlio di presidente alla Casa Bianca.[4][5]
Alcune fonti affermano che Gladys Pearl Monroe, la madre di Marilyn Monroe, sia una sua discendente diretta.[senza fonte]